# 環形迴車道

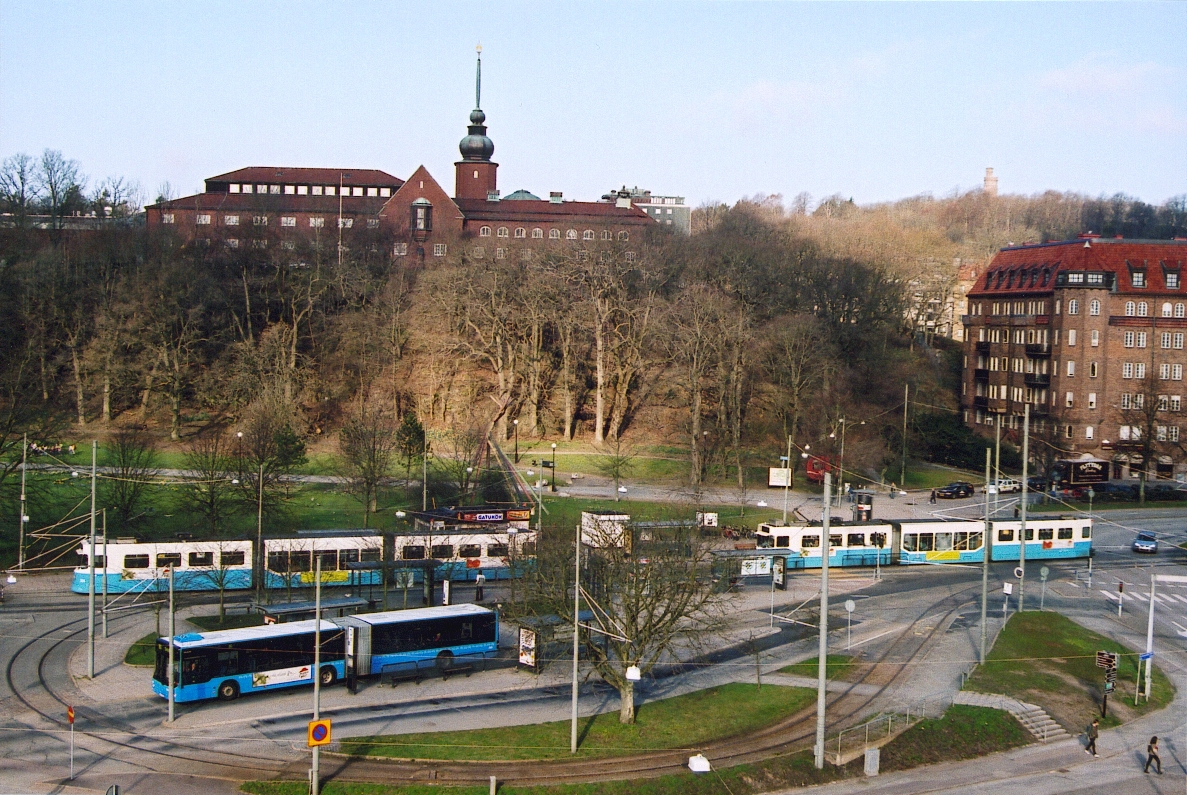
瑞典哥德堡的環形迴車道

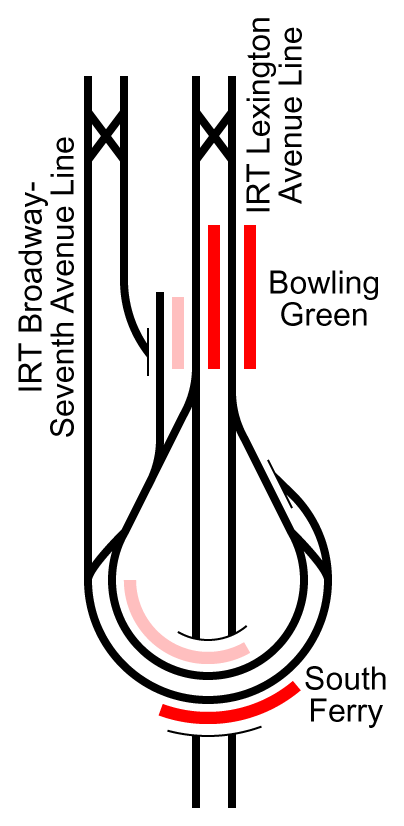
紐約地鐵南碼頭站環形迴車道

環形迴車道（Balloon Loop），又稱單向迴圈，燈泡線，能使列車無須停車或轉軌即得以直接折返。適用於路面電車等客運列車與貨運列車（如煤車）。大部分路面電車系統使用單車頭單側車門車輛（类似于巴士），必須在終點處调頭。燈泡線有助於提升車輛調度效率，善用軌道量能。但占地較大，興建成本也較高，不方便停車保養維修，路線難以延伸擴建，適合較短、後續不延伸的路線。

## 实例

### 中國大陸
- 中国大陸铁路最大的编组站之一的丰台西站，为三级八场。在车站两端都设有灯泡线，用于折角车流的疏解。例如，从京广线发往京包线的车皮，首先进入丰台西站的京广线丰沙线到达场，列车解编后经调车场编入折角车流停放线，然后经过京山线京秦线出发场通过丰台西站南端的灯泡线再进入京山线京秦线到达场，再列车解编、重新编组，进入京广线丰沙线出发场，最后从丰沙线下行驶往京包线。
- 辽宁省义县站
- 广西壮族自治区黎塘站附近 - 具有一個立交道
- 北京地鐵1號線53号站东侧 - 未開放運營
- 北京地铁八通线土桥车辆段
- 天津地铁1号线双林车辆段。

### 香港
- 各電車總站
- 各輕鐵總站

### 日本
- 桃花台新交通桃花台線 桃花台東站  -  已經停止營運

### 韩国
- 首尔地铁6号线鹰岩循环线（從新內站出發，列車在到达鹰岩站后开始进入鹰岩循環线，循环一圈後再回到鹰岩站，再將目的地改為朝向新內站。由于鷹岩循環路段是單線路段，往驛村站方向是單向運行（包括驛村站、佛光站、瓮岩站、延新川站、龜山站都是单向运行），因此在龜山洞（朝鲜语：구산동 (서울)）向佛光洞（朝鲜语：불광동）方向需要在轉乘站轉乘。一部分列車在途經鷹岩循環路段後直接以鹰岩站終着）。

### 澳洲
- Salisbury - 已經關閉
- Outer Harbour（英语：Outer Harbour） - 已經拆除
- 悉尼奧林匹克公園站（英语：Olympic Park railway station, Sydney） - 1號月台和4號月台上車，2號和3號落車。

### 美國
- 紐約地鐵市政廳地鐵站及南碼頭站
- 紐新港務局過哈德遜河捷運（PATH）世貿中心站
- 紐約大中央車站
- 費城Juniper Street Station（英语：13th/Juniper (SEPTA station)），SEPTA Subway-Surface Lines（英语：SEPTA Subway-Surface Lines）之東側終點站
- 波士頓MBTA藍線之Bowdoin站*
- 波士顿MBTA绿线之Lechmere站*

### 加拿大
- 多倫多電車

### 英國
- 倫敦地鐵肯寧頓站（部分廢止）
- 倫敦地鐵堤岸站（已廢止）

### 越南
- 芽莊站 環形迴車道設於該站東側，無論上行下行列車，於此站出發後，均會行駛該環形迴車道。
- 峴港站 (已廢止)

### 台灣
- 烏來台車 - 1987年改建時，於路線端點的烏來站與瀑布站增設環形迴車道以便車輛快速調頭，其中瀑布站之環形迴車道位於隧道中。

## 參照
- 三角線
- 轉車盤
- 螺旋形展線

## 外部連結
- 香港鐵路大典：迴圈 （页面存档备份，存于）